# Джек Шарки
Джек Шарки (англ. Jack Sharkey, настоящее имя Джозеф Пол Зукаускас, англ. Joseph Paul Zukauskas, собственно Юозас Жукаускас, лит. Juozas Žukauskas; 26 октября 1902, Бингемтон, штат Нью-Йорк, США — 17 августа 1994, Беверли, Массачусетс, США) — американский боксёр-профессионал, чемпион мира в супертяжелом весе.

## Биография
Родился в семье литовских эмигрантов. С 12 лет начал самостоятельную трудовую жизнь. Боксом начал заниматься с 16 лет как любитель. Выступал успешно, стал чемпионом национальной гвардии. В профессиональный бокс перешёл в 1924 году, в возрасте 22 лет. 21 июля 1927 года провёл бой против знаменитого Джека Демпси и хотя проиграл ему нокаутом в седьмом раунде получил признание боксёрской общественности. Этот бой собрал на тот момент рекордное количество зрителей — 75100, доход более 1 млн долларов..
Когда ринг покинул чемпион мира Джин Танни у Шарки появился шанс занять его место. Как раз тогда немец Макс Шмеллинг выиграл звание чемпиона Европы и стал вторым претендентом на титул.
Бой Шарки-Шмелинг состоялся 12 июня 1930 года. В четвёртом раунде за запрещенный удар ниже пояса Шарки был дисквалифицирован, а нокаутированный этим ударом Шмелинг получил прозвище «горизонтальный чемпион»..
Шарки не оставил попыток выиграть чемпионский титул и 12 октября 1931 года он победил основного претендента 120-килограммового гиганта-итальянца Примо Карнеру.
21 июня 1932 года Шарки стал чемпионом мира, очень спорно победив Шмелинга в матче-реванше. Получил звание боксёра года по версии журнала The Ring. Но чемпионство его оказалось очень коротким и год спустя - 29 июня 1933 года в первом же бою в ранге чемпиона Шарки потерял свой титул, проиграв тому же Примо Карнере нокаутом в шестом раунде.
После этого проигрыша Шарки ещё несколько лет (до 1936 года) выступал на ринге, но без успеха. Последний бой провел против восходящей звезды профессионального бокса Джо Луиса, проиграв нокаутом в третьем раунде.
Шарки в течение 8 лет входил в десятку сильнейших тяжеловесов мира, при этом 3 раза был первым.
Умер бывший чемпион в возрасте 91 лет 17 августа 1994 года.

## Интересные факты
Джек Шарки упоминается в книге Ильфа и Петрова Одноэтажная Америка в неприглядной роли полицейского агента-провокатора.